# Кузнецово (Холмогорский район)
Кузнецово — деревня в Холмогорском районе Архангельской области России.

## География
Находится в центральной части Архангельской области, на левом берегу реки Ваймуга, при региональной автодороге 11К-853, на расстоянии приблизительно 2 км на запад-северо-запад по прямой от села Емецк.

## История
В 1859 году деревня Холмогорского уезда Архангельской губернии, в 1905 — 12.
До 2022 года входила в Емецкое сельское поселение до его упразднения.

## Население
| 2002 | 2010 | 2012 |
| ---- | ---- | ---- |
| 21   | ↘15  | ↗17  |

### Историческая численность населения
Численность населения: 62 человека (1859 год), 79 (1905), 19 (русские 100 %) в 2002 году, 15 в 2010.

## Известные уроженцы, жители
- Юдин, Пётр Иванович (1929—2016) — советский хозяйственный и политический деятель.

## Инфраструктура
Личное подсобное хозяйство с зоной сельскохозяйственного использования, индивидуальная застройка усадебного типа. В 1859 году учтено 19 дворов, в 1905 — 12

## Транспорт
Деревня доступна автотранспортом.